# Otelo (personagem)
Otelo (/oʊˈθɛloʊ/) é um personagem de Otelo, o Mouro de Veneza de Shakespeare (c. 1601–1604). A origem do personagem remonta ao conto "Un Capitano Moro" em Gli Hecatommithi de Giovanni Battista Giraldi Cinthio, no qual ele simplesmente é chamado de Mouro.
Otelo foi mencionado pela primeira vez em um relato de Revels de 1604, quando a peça foi apresentada em 1º de novembro no Palácio de Whitehall, com Richard Burbage quase certamente o primeiro intérprete de Otelo. Artistas modernos notáveis do papel incluem Paul Robeson, Orson Welles, Richard Burton, James Earl Jones, Laurence Fishburne, Laurence Olivier e Avery Brooks.

## Papel
Otelo é um general veneziano. Após sua estada em Veneza, Otelo é nomeado general do Exército Veneziano. Seu oficial Iago o engana fazendo-o acreditar que sua esposa Desdêmona está tendo um caso com seu Tenente, Miguel Cássio. Otelo mata sua esposa por ciúme, estrangulando-a, apenas para perceber que sua esposa era fiel depois que Emília revela a verdade, momento em que ele comete suicídio.

## Etnia

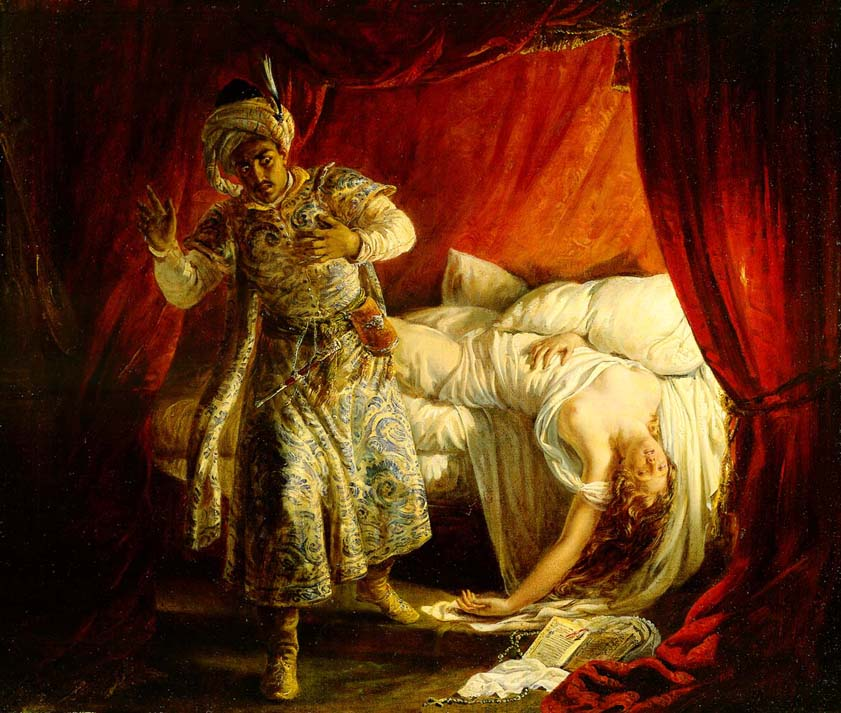
"Otelo e Desdêmona" de Alexandre-Marie Colin, 1829

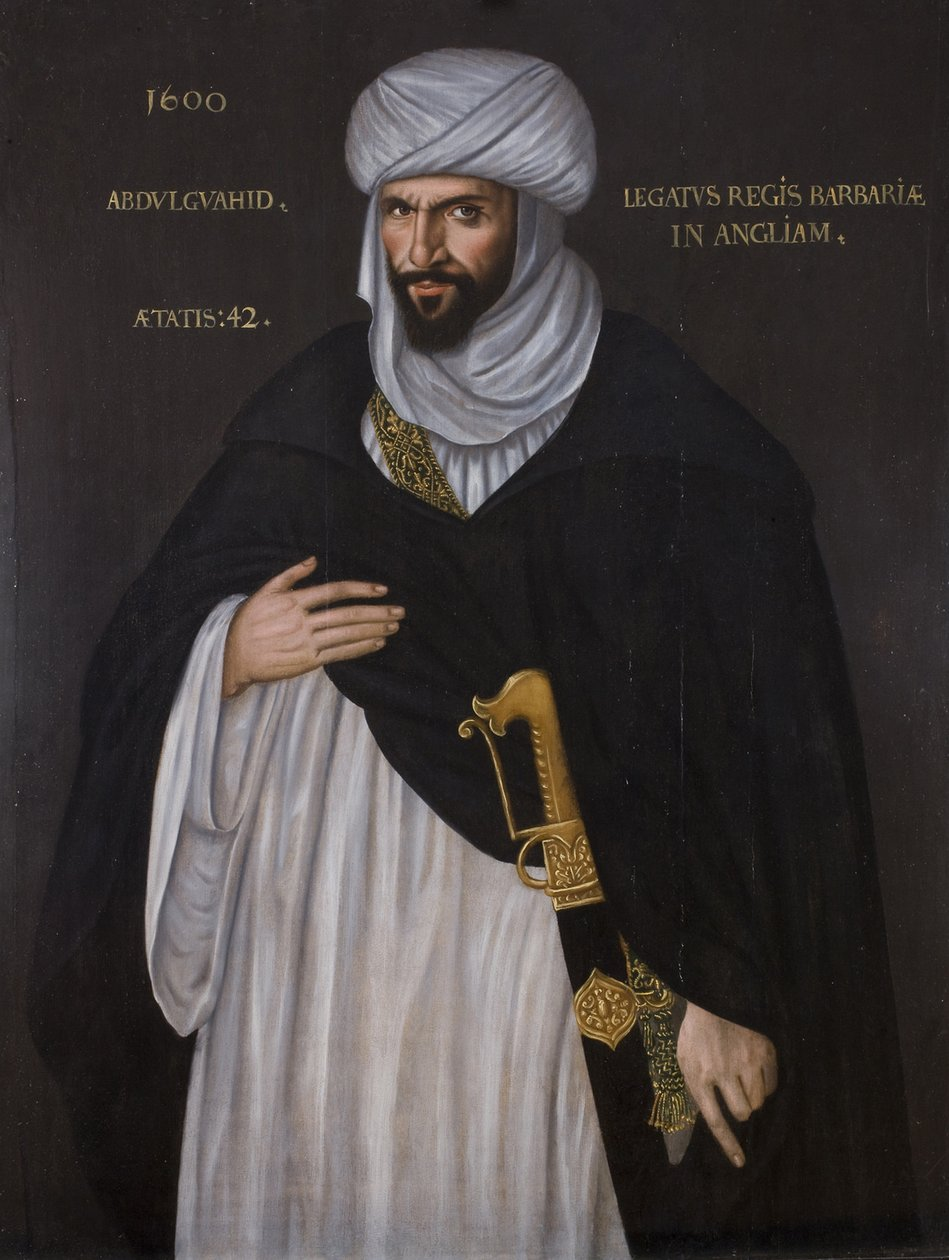
Retrato de Abd el-Ouahed ben Messaoud, embaixador de Ahmad al-Mansur junto à rainha Elizabeth I em 1600, às vezes considerado uma inspiração para Otelo.

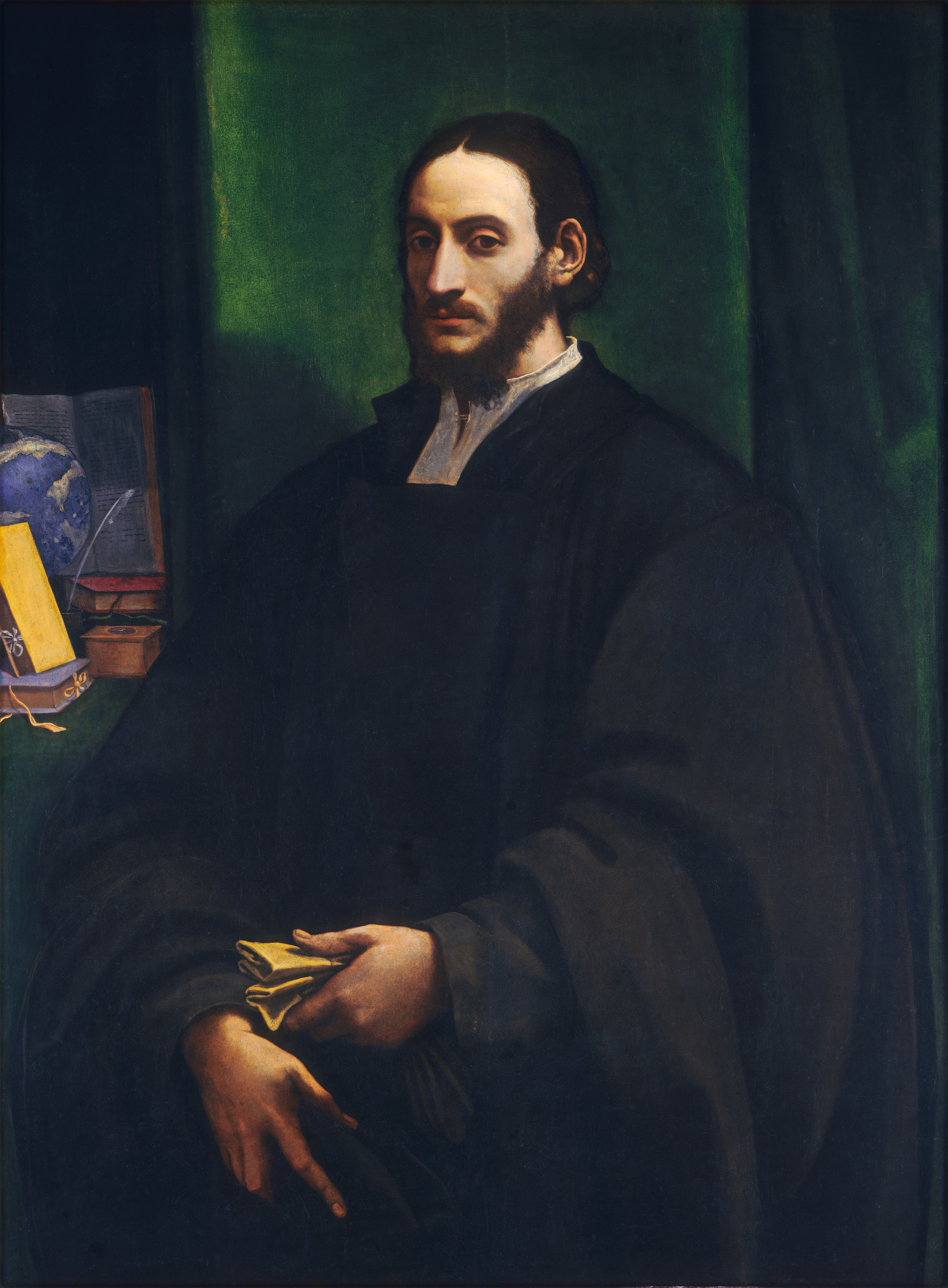
Retrato possivelmente de Leão Africano, outra possível inspiração para Otelo

Não há consenso final sobre a etnia de Otelo; seja de origem magrebina, como na definição geralmente aceita de "mouro", ou da África Subsaariana.
EAJ Honigmann, editor da edição Arden Shakespeare, concluiu que a origem étnica de Otelo é ambígua. "As representações renascentistas dos mouros eram vagas, variadas, inconsistentes e contraditórias. Como os críticos estabeleceram, o termo 'mouro' referia-se a pessoas de pele escura em geral, usado de forma intercambiável com termos igualmente ambíguos como 'africano', 'etíope' e até mesmo 'índio' para designar uma figura da África (ou de além)." Vários usos da palavra "negro" (por exemplo, "Felizmente porque sou negro") são evidências insuficientes para qualquer classificação racial precisa, argumenta Honigmann, uma vez que "preto" poderia significar simplesmente "moreno" para os elisabetanos. Em 1911, James Welton argumentou que mais evidências apontam para ele ser subsaariano, embora a intenção de Shakespeare seja desconhecida. Ele cita a descrição de Brabâncio do "seio fuliginoso" de Otelo, um estereótipo racial da época, e o contraste de Otelo entre suas feições "sujas" e a pureza da deusa Diana. Ele argumenta que as interpretações que tentaram mudar Otelo de "preto para marrom" foram devidas ao preconceito racial durante a Reconstrução nos EUA e observa que Otelo é descrito usando uma linguagem semelhante a Aaron em Titus Andronicus. Virginia Mason Vaughan sugere que a identidade racial do personagem de Otelo se encaixa mais claramente como um homem da África Subsaariana do que do Norte da África (Bárbara), já que os norte-africanos eram mais facilmente aceitos na sociedade. Ela afirma que, em 1604, relatos de Otelo como originário do extremo sul não eram incomuns. Ela observa que a descrição de Roderigo de Otelo ter "lábios grossos" era um estereótipo racial usado pelos exploradores do século XVI para os africanos subsaarianos. Os leitores e diretores de teatro modernos se afastam da interpretação mourisca do norte da África, mas as referências textuais de Shakespeare não são claras. Iago usa duas vezes a palavra "Bárbara" ou "Bárbaro" para se referir a Otelo, aparentemente referindo-se à costa da Barbária habitada pelos mouros "fulvos". Roderigo chama Otelo de "o falastrão", o que parece referir-se às concepções europeias da fisionomia da África Subsaariana, mas Honigmann rebate que, como todos esses comentários são considerados insultos por parte dos personagens, eles não precisam ser interpretados literalmente.
Michael Neill, editor da edição Oxford Shakespeare, observa que as primeiras referências críticas conhecidas à cor de Otelo (a crítica da peça de Thomas Rymer em 1693 e a gravura de 1709 na edição de Shakespeare de Nicholas Rowe) presumem que ele seja um homem negro, enquanto a primeira interpretação norte-africana conhecida só ocorreu na produção de Edmund Kean em 1814.

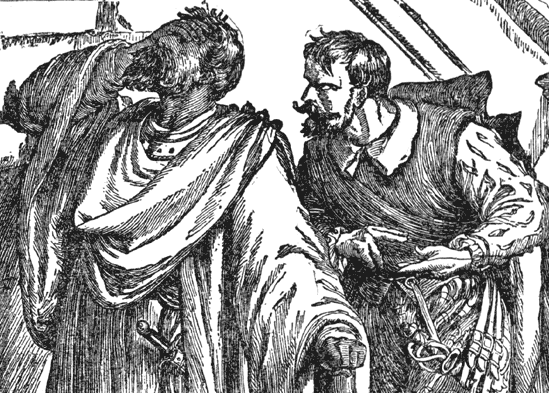
Otelo e Iago (1901)

Otelo é referido como um "cavalo bárbaro" (1.1.113), um "mouro lascivo" (1.1.127) e "o diabo" (1.1.91). Em III. III, denuncia o suposto pecado de Desdêmona como sendo "negro como o meu rosto". A brancura física de Desdêmona é apresentada em oposição à pele escura de Otelo; V.II “aquela sua pele mais branca que a neve”. Iago diz a Brabantio que “um velho carneiro preto/está dando de comer à sua ovelha branca” (1.1.88). No discurso elisabetano, a palavra “negro” poderia sugerir vários conceitos que se estendiam além da cor física da pele, incluindo uma ampla gama de conotações negativas.
Ira Aldridge foi o pioneiro no destaque de atores negros no papel, começando em 1825 em Londres. Otelo também foi frequentemente representado como um mouro árabe durante o século XIX. O ator negro americano Paul Robeson desempenhou o papel de 1930 a 1959. Atores recentes que optaram por "escurecer" incluem Laurence Olivier (1965) e Orson Welles. O ator negro inglês Wil Johnson, conhecido por seus papéis em Waking the Dead e Emmerdale, interpretou Otelo no palco em 2004. Desde a década de 1960, tornou-se comum escalar um ator negro para o personagem Otelo, embora a escolha do papel agora possa vir com um subtexto político. Patrick Stewart assumiu o papel na encenação da peça pela Shakespeare Theatre Company em 1997

## Otelos do século 20

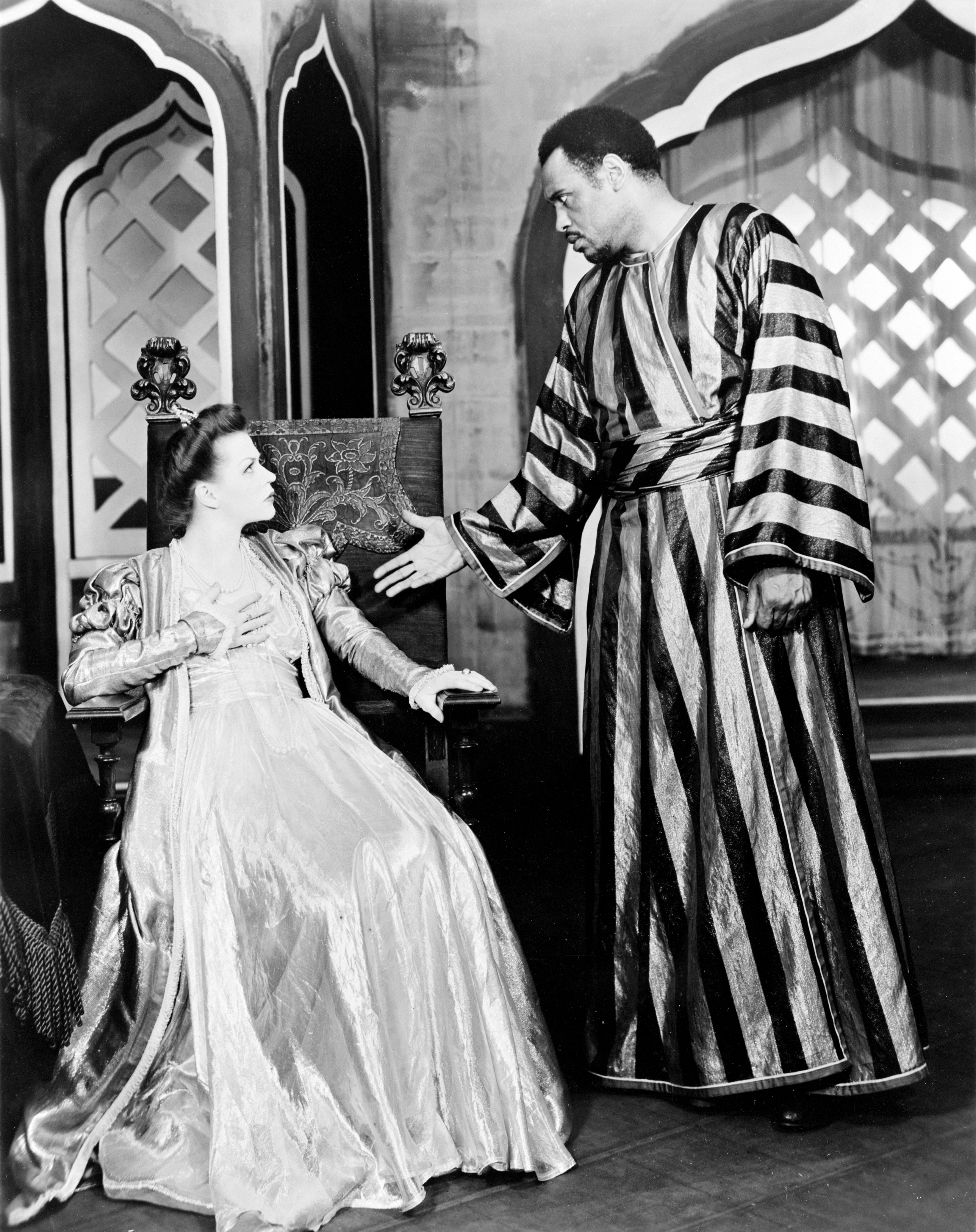
Paul Robeson e Uta Hagen (1943)

A produção americana mais notável pode ser a encenação de Margaret Webster em 1943, estrelada por Paul Robeson como Otelo e José Ferrer como Iago. Esta produção foi a primeira na América a apresentar um ator negro interpretando Otelo com um elenco totalmente branco (já havia produções da peça totalmente negras antes). Teve 296 apresentações, quase o dobro da duração de qualquer outra peça de Shakespeare já produzida na Broadway. Embora nunca tenha sido filmado, foi a primeira apresentação quase completa de uma peça de Shakespeare lançada em disco. Robeson interpretou Otelo em três produções distintas entre 1930 e 1959. Ele atuou pela primeira vez ao lado de um elenco que incluía Peggy Ashcroft como Desdemona e Ralph Richardson como Roderigo, e retornaria em 1959 em Stratford on Avon.
Quando Laurence Olivier fez sua aclamada performance de Otelo no Royal National Theatre em 1964, ele desenvolveu um caso de medo do palco que era tão profundo que, quando estivesse sozinho no palco, Frank Finlay (que interpretava Iago) teria que ficar fora do palco onde Olivier pudesse vê-lo para acalmar os nervos. Esta performance foi gravada completa em LP e filmada por demanda popular em 1965 (de acordo com uma biografia de Olivier, os ingressos para a produção teatral eram notoriamente difíceis de conseguir). A versão cinematográfica ainda detém o recorde de maior número de indicações ao Oscar por atuação já concedidas a um filme de Shakespeare – Olivier, Finlay, Maggie Smith (como Desdêmona) e Joyce Redman (como Emilia, esposa de Iago) foram todos indicados ao Oscar. Os atores alternaram os papéis de Iago e Otelo nas produções para despertar o interesse do público desde o século XIX. Dois dos exemplos mais notáveis dessa troca de papéis foram William Charles Macready e Samuel Phelps em Drury Lane (1837) e Richard Burton e John Neville no Old Vic Theatre (1955). Quando a viagem de Edwin Booth pela Inglaterra em 1880 não foi bem frequentada, Henry Irving convidou Booth para alternar os papéis de Otelo e Iago com ele em Londres. A façanha renovou o interesse na turnê de Booth. James O'Neill também alternou os papéis de Otelo e Iago com Booth. Atores brancos continuaram a assumir o papel. Estes incluem os artistas britânicos Paul Scofield no Royal National Theatre em 1980, Anthony Hopkins na produção televisiva  BBC Shakespeare (1981) e Michael Gambon em uma produção teatral em Scarborough dirigida por Alan Ayckbourn em 1990. Em 1997, Patrick Stewart assumiu o papel na Shakespeare Theatre Company (Washington, DC) em uma performance desafiadora, em uma produção de "negativo fotográfico" de um Otelo branco com um elenco totalmente negro. Stewart queria interpretar o papel-título desde os 14 anos, então ele e o diretor Jude Kelly inverteram a peça para que Otelo se tornasse um comentário sobre um homem branco entrando em uma sociedade negra. Em 2016, o barítono e ator David Serero assumiu o papel em uma adaptação marroquina em Nova York.

## Histórico de desempenho
- Ira Aldridge
- Edwin Booth
- Avery Brooks
- Richard Burbage
- Richard Burton
- Keith Hamilton Cobb
- Chiwetel Ejiofor
- Laurence Fishburne
- Colin McFarlane
- Mark Holden
- Johnston Forbes-Robertson
- Moses Gunn
- John Gielgud
- Lenny Henry
- Anthony Hopkins
- Emil Jannings
- Wil Johnson
- James Earl Jones
- Paterson Joseph
- Raúl Juliá
- Yaphet Kotto
- Adrian Lester
- Art Malik
- William Marshall
- John Neville
- Cyril Nri
- James O'Neill
- Laurence Olivier
- Hugh Quarshie
- Paul Robeson
- Tommaso Salvini
- Paul Scofield
- Kobna Holdbrook-Smith
- Patrick Stewart
- Eamonn Walker
- Orson Welles